# DENK
DENK (hollandsk for 'tænk' og tyrkisk for 'lige' eller 'balanceret') er et hollandsk politisk parti.

## Historie
DENK blev dannet i februar 2015 af Tunahan Kuzu og Selçuk Öztürk, to medlemmer af underhuset, begge af tyrkisk afstamning, som begge var blevet smidt ud af Arbejderpartiet for at nægte at støtte et forslag om at yderligere overvåge tyrkisk islamistiske grupper, som ifølge partiet og regeringen modvirkede integration af invandrere og efterkommere af tyrkisk afstamning.
Ved DENKs debutvalg i 2017 vandt partiet 3 pladser i underhuset. I 2020 blev den marokkanskfødte Farid Azarkan valgt som ny partlieder. Ved valget i 2021 vandt DENK igen 3 pladser i underhuset.

## Position
DENK bliver ofte kaldt et muslimsk parti, og partiets vælgere er hovedsageligt indvandrere og efterkommere fra hovedsageligt muslimske lande som Tyrkiet og Marokko. Partiet definerer sig dog ikke som et muslimsk parti.
DENK støtter et multikulturelt samfund og ønsker mere indvandring til Holland. Økonomisk er partiet centrum-venstre.

## Valgresultater
| Valg | Partileder    | Stemmer | %    | Pladser |
| ---- | ------------- | ------- | ---- | ------- |
| 2017 | Tunahan Kuzu  | 216.147 | 2,1% | 3 / 150 |
| 2021 | Farid Azarkan | 211.053 | 2,0% | 3 / 150 |

| Valg | Partileder   | Stemmer | %    | Pladser |
| ---- | ------------ | ------- | ---- | ------- |
| 2019 | Tunahan Kuzu | 60.669  | 1,1% | 0 / 29  |